# Caproni
Caproni fue una importante empresa aeronáutica italiana. Fundada en 1910 por Giovanni Battista Caproni, tras una serie de altibajos alcanzó durante la década de 1930 la dimensión de un grupo industrial.
Gracias a la adquisición de las empresas Officine Meccaniche Reggiane e Isotta Fraschini, la firma Caproni logró diversificar su producción, que también abarcó motocicletas y tranvías.
Esta empresa cesó su actividad en 1950, al declararse en bancarrota en medio de la crisis económica de posguerra. La misma suerte corrieron otras divisiones suyas, como la Caproni Vizzola, que en la década de 1980 fue absorbida por la compañía Agusta. 

## Historia

### Los orígenes

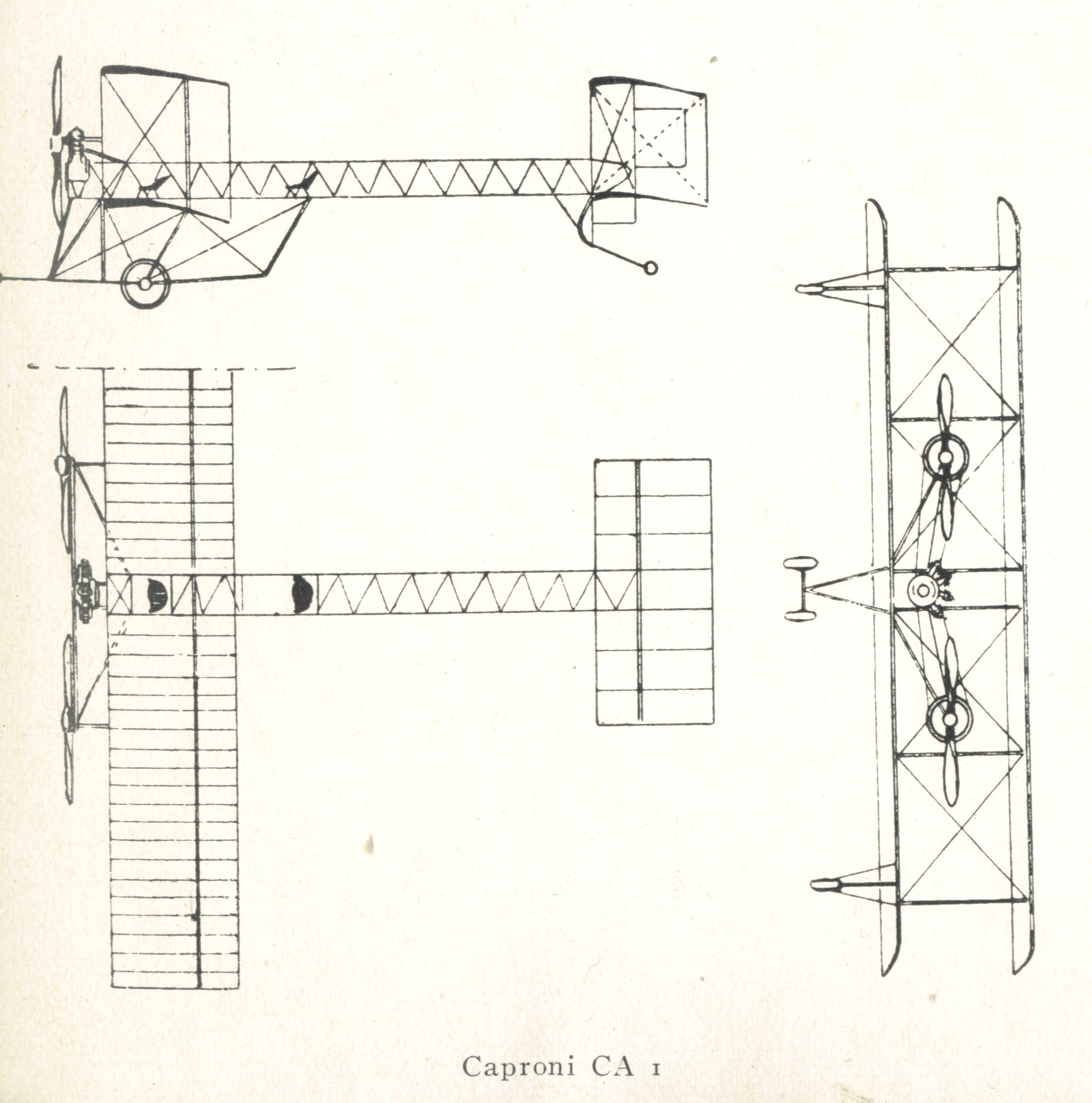
Dibujo esquemático del Caproni Ca.1, el primer avión construido.

Giovanni Battista Caproni era originario de Arco, en aquel entonces parte del Imperio austrohúngaro. Después de completar sus estudios; licenciado en Ingeniería Civil en Múnich, electrotécnica en Lieja e Ingeniería Aeronáutica en París, decide dedicarse a la construcción de aeronaves en Italia, ya que su familia tenía una firme tradición irredentista.
El primer avión que construyó efectuó su primer vuelo el 27 de mayo de 1910 en Cascina Malpensa, donde inició su actividad como diseñador aeronáutico. Allí fundó con su hermano Federico la Società d'Aviazione Fratelli Caproni. El nombre y la sede de la empresa cambiaron varias veces en los años siguientes.
A fines de 1910, Giovanni Caproni se mudó a Vizzola Ticino y al año siguiente inició la producción en serie de aeronaves.
Mientras tanto, Caproni había fundado la  Scuola di Aviazione Caproni y empezó a incrementar el prestigio de esta a nivel internacional. En aquel entonces el Caproni Ca.11 marcó el récord nacional de velocidad y el Caproni Ca.12 marcó el récord internacional de velocidad. Al mismo tiempo, el Caproni Ca.12 inició el transporte aéreo de pasajeros en Italia el 22 de abril de 1912, llevando a una persona al Lido de Venecia.
Al enfrentarse a dificultades económicas en 1913, Giovanni Caproni cede la administración de su empresa al Regio Esercito y queda como director técnico de esta.

### En la Primera Guerra Mundial

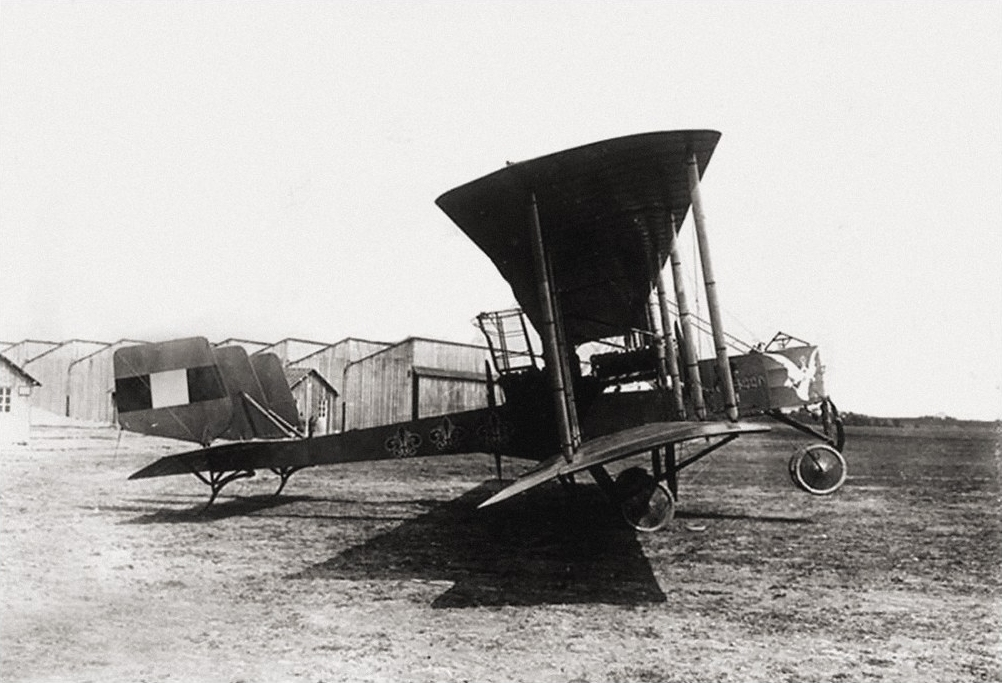
Un Ca.33 del Ejército del Aire de Francia.

Con la entrada de Italia a la guerra en 1915, el Regio Esercito decide iniciar la producción en serie del biplano trimotor de bombardeo Caproni Ca.31 con ayuda de la S.S.A.I ('Società per lo sviluppo dell'Aviazione in Italia; Sociedad para el desarrollo de la aviación en Italia) formada por banqueros, empresarios y senadores. Esta modernizó y amplió la fábrica de Vizzola Ticino , además de construir una nueva fábrica en la vía Mecenate de Taliedo, en las afueras de Milán, en lo que más tarde sería el Aeropuerto de Milán-Linate; las naves industriales fueron empleadas años después por la Radiotelevisione Italiana - RAI para instalar sus platós televisivos.
En 1917, Giovanni Caproni cede la administración de su empresa a su hermano Federico y esta cambia su nombre a 'Società Italiana Caproni', con fábricas en Vizzola Ticino y Taliedo. En 1929, cambió nuevamente su nombre a Aeroplani Caproni s.a.

### Durante el período de entreguerras y la Segunda Guerra Mundial
Con el final de la Primera Guerra Mundial y el cese de posibilidades de desarrollar y producir bombarderos, Caproni inició la reconversión de sus bombarderos trimotores en aviones de pasajeros. De hecho, Giovanni Caproni fue uno de los primeros en intuir el potencial del transporte de pasajeros.
En el período de entreguerras co9mienza a trabajar en la compañía el ingeniero Rodolfo Verduzio, contratado por Giovanni Caproni como diseñador de aeronaves, en donde llegó a ser el principal diseñador de la empresa.
Al inicio de 1918 la empresa firmó un contrato con la Officine Meccaniche Reggiane, que después fue cancelado en la década de 1930. Según este contrato, la firma Reggiane debía construir 300 bombarderos biplanos trimotores de las series Caproni Ca.44, Ca.45 y Ca.46. Pero debido a retrasos en la producción, solamente se ensambló un bombardero en la fábrica de Reggio Emilia con piezas provenientes de diversas fábricas.
Entre las décadas de 1920 y 1930, Caproni se consolidó en el mercado italiano e internacional. Entre las adquisiciones más importantes del período figuran la firma Isotta Fraschini Motori S.p.A. . Entre los proyectos desarrollados de forma independiente por varios socios, algunos diseñadores tales como Secondo Campini, Luigi Stipa, Ercole Trigona y el ingeniero Chiodi hallaron en Caproni los recursos y la experiencia necesarios para concretar sus ideas.
En la segunda mitad de la década de 1930, Caproni se benefició con la experiencia de tres nuevos diseñadores: Giovanni Pegna, que anteriormente trabajaba en la firma Piaggio , entró a trabajar en Reggiane; Cesare Pallavicino, que renunció en la firma Breda y entró a trabajar en Caproni Bergamaschi y Raffaele Conflenti, que era director técnico en SIAI-Marchetti después de haber trabajado en Chantiers Aéro-Maritimes de la Seine - CAMS y Cantieri Aeronautici e Navali Triestini - CANT.
Gracias a la adquisición de Isotta Fraschini en 1932 y de la Società Motori Marini G. Carraro, Caproni extendió su actividad al sector de embarcaciones y motores marinos.
En 1935 se inauguró una fábrica de aviones en Predappio, el pueblo natal de Benito Mussolini, cuya ubicación fue muy importante desde el punto de vista propagandístico; otro factor que influyó en la elección del lugar fue su proximidad a Forlì, que antes de la Segunda Guerra Mundial era el aeródromo militar más grande de Italia: de hecho, los aviones más grandes eran ensamblados en el aeródromo. Además de las instalaciones industriales, se construyó en Predappio un edificio para albergar las oficinas de la compañía y alojar a los ingenieros. La fábrica llegó a tener 1400 trabajadores. Una parte de la fábrica de Predappio estaba situada dentro de una larga galería excavada en la montaña, que le ofrecía protección en caso de un ataque aéreo enemigo. Después de estar cerrada por un largo período, la galería fue reabierta en 2015 y pasó a ser la sede del laboratorio Ciclope (acrónimo en inglés de Centre for International Cooperation in Long Pipe Experiments), especializado en el estudio de las turbulencias y ofreciendo sus servicios a la industria aeroespacial.
Al igual que para otras industrias italianas, el Armisticio entre Italia y las fuerzas armadas aliadas del 8 de setiembre de 1943 representó el fin de varios programas de desarrollo de nuevas aeronaves. En el norte de Italia, el control de las industrias pasó a manos de los alemanes y la producción fue destinada para cubrir las necesidades militares de la Luftwaffe.

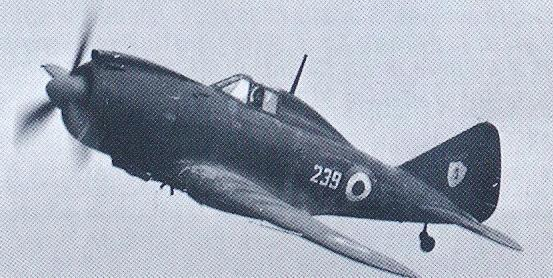
Un Reggiane Re.2002 de la Fuerza Aérea Italiana Cobeligerante.

### Posguerra y cierre
El período de posguerra estuvo marcado por una profunda crisis económica, que repercutió en la Caproni. A esto se le sumó la orden de arresto de Giovanni Caproni por los cargos de colaboracionismo con los alemanes y haber favorecido al régimen fascista. Pero fue absuelto al inicio de la investigación en 1946, al no haber cometido tales actos.
Desde 1947 y hasta fines de 1951, Giovanni Caproni viajó por el mundo en búsqueda de financiadores y encargos, al mismo tiempo que invertía sus últimos recursos financieros en el proyecto del pequeño bimotor de transporte ejecutivo Caproni Ca.193. El avión voló por primera vez el 13 de mayo de 1949, pero no obtuvo ningún encargo y fue comprado en 1950 por la Aeronautica Militare.
A pesar de haber iniciado la reconversión productiva con la construcción de autobuses, automóviles y ciclomotores, además de tener numerosos encargos, el pobre registro crediticio y las selecciones gubernamentales que privilegiaron los intereses de la compañía Fiat condujeron a la quiebra y al cierre de la fábrica de Taliedo en diciembre de 1949, después de haber despedido a unos 5000 trabajadores.
Pocos años después corrió igual suerte la fábrica Aeroplani Caproni Trento, que había desarrollado el biplaza de reacción Caproni Trento F.5, diseñado por Stelio Frati. El avión voló por primera vez el 20 de mayo de 1952, pero al no obtener ningún encargo, fue comprado por la Aeronautica Militare.
Giovanni Caproni murió en Roma el 29 de octubre de 1957, después de haber recibido del embajador de Estados Unidos un reconocimiento del presidente Dwight D. Eisenhower  por su amplia labor. Dejó como testimonio de su esfuerzo en el nacimiento y el desarrollo de la aviación 170 proyectos, 160 patentes, 170 tipos de aviones construidos y 72 récords marcados.

## Principales productos

### Aeronaves
La firma Caproni se hizo conocida gracias a su gran producción de aviones, en especial por los importantes encargos militares al inicio de su creación, que ofrecieron la posibilidad de desarrollar numerosas tecnologías innovadoras y marcar récords significativos.
El Caproni Ca.1 fue el primer biplano producido, a partir de cuyo diseño se desarrolló la serie Ca.1-Ca.7, constituida solamente por prototipos. Después se concentró en la construcción de la serie de monoplanos Ca.8-Ca.16, de los cuales se produjeron 71 unidades entre prototipos y modelos de serie.
A partir de esta serie se desarrolló el Caproni Ca.18, destinado al primer concurso militar italiano que tuvo lugar a inicios de 1913. A fines del mismo año se ordenó un lote de Caproni Ca.18, que fueron suministrados a la 15.ª Escuadrilla de Bombardeo Caproni, la primera unidad en emplear aviones diseñados y producidos en Italia.
En aquel año se diseñó un bombardero biplano trimotor, designado Caproni Ca.30, por la firma, cuyo proyecto contó con el apoyo de Giulio Douhet, comandante del Battaglione Aviatori y uno de los primeros teóricos del bombardeo estratégico. Su prototipo, el Caproni Ca.31, que solo se distinguía del borrador del Ca.30 por la instalación de tres motores, solo llegó a producirse en octubre de 1914, cuando efectuó su primer vuelo al mando de Emilio Pensuti. Su retraso se debió a la oposición del General Maurizio Moris, inspector de la Aeronáutica, que lo juzgaba como un proyecto "militarmente inútil y técnicamente fallido". Solamente gracias a Douhet, que asumió la responsabilidad de su construcción, ocultándola de otros mandos, se pudo construir el primer bombardero Caproni, que fue designado finalmente como Ca.1.

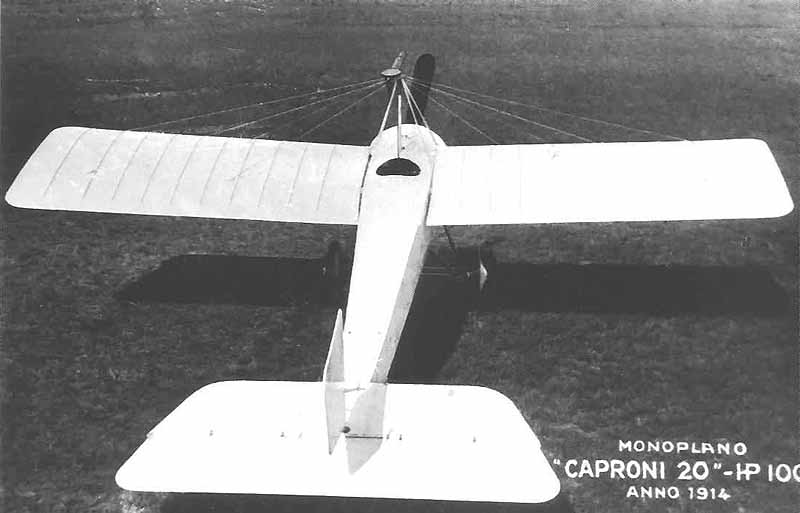
El caza monoplano Caproni Ca.20.

Así se inició el uso de los bombarderos trimotores Caproni por parte de las Fuerzas Aéreas de Italia, Francia, el Reino Unido y Estados Unidos, siendo el bombardero Aliado más empleado y del cual se produjeron 1100 unidades en diversas series, que incluían a los biplanos Caproni Ca.32, Caproni Ca.33, Ca.44, Ca.45 y Ca.46, así como a los triplanos Ca.40, Ca.41, Ca.42 y Ca.43. Se recibió una gran orden de 3.650 unidades del Caproni Ca.44 y sus variantes con diferentes motores, que fueron producidas con piezas de orígenes diversos. El final de la guerra y los problemas de puesta a punto de los motores, hicieron que solo se produjeran 600 unidades de las diversas series de estos trimotores. En 1914, Caproni creó al caza Caproni Ca.20 a partir del avión de observación Caproni Ca.18. Fue el primer caza monoplano, pero no pasó de la etapa de prototipo.
Después de la Primera Guerra Mundial, los bombarderos trimotores Caproni transformados en aviones de pasajeros no tuvieron éxito. Entre 1920 y 1921, Giovanni Caproni se dedicó a un proyecto especialmente visionario, el Caproni Ca.60 Transaereo, un gigantesco hidrocanoa para 100 pasajeros que serviría las rutas transatlánticas, dotado con tres juegos de alas triplanas en tándem situadas sobre su casco. Este prototipo resultó destruido en su breve segundo vuelo el 4 de marzo de 1921, perdiéndose la mayor parte de sus estructuras semidestruidas después del abandono del proyecto. Gracias al trabajo conjunto de Caproni y Verduzio, con la colaboración de Umberto Nobile, se construyó el Caproni Ca.73, el primer avión italiano construido enteramente con metal. Este era un biplano bimotor de carga o bombardeo, que voló por primera vez en 1924 y estuvo en servicio con las escuadrillas de bombarderos de la Regia Aeronautica hasta inicios de la década de 1930.

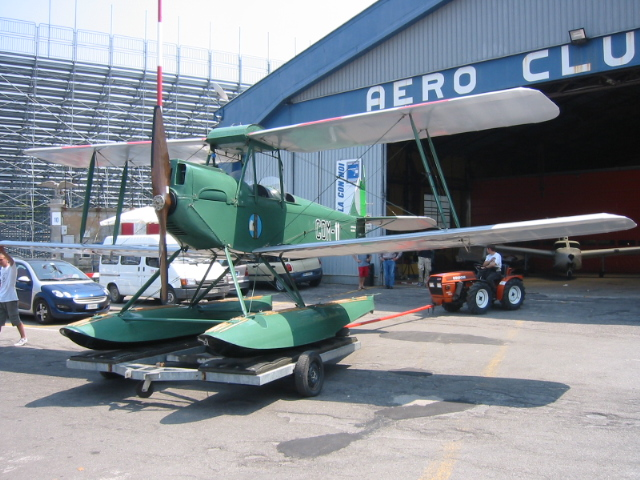
Un Caproni Ca.100 Idro restaurado y en condiciones de vuelo, en el Aeroclub del Lago de Como.

A pesar de que la Caproni se orientó hacia un mercado aeronáutico más amplio, no se olvidó del apoyo ofrecido por Giulio Douhet, cuya firme confianza en el proyecto del Ca.30-Ca.31 le hizo ganarse su fama como fabricante de bombarderos. En la segunda mitad de la década de 1930 inició diversos proyectos de bombarderos pesados, cuyos prototipos fueron probados por la 62a Escuadrilla de "Bombarderos Gigantes". De entre estos, el Caproni Ca.90 fue el avión más grande de la época y el biplano más grande construido. Todos estos aviones no pasaron de la etapa de prototipo, ya que la Regia Aeronautica prefirió invertir su presupuesto en la compra de bombarderos medios.

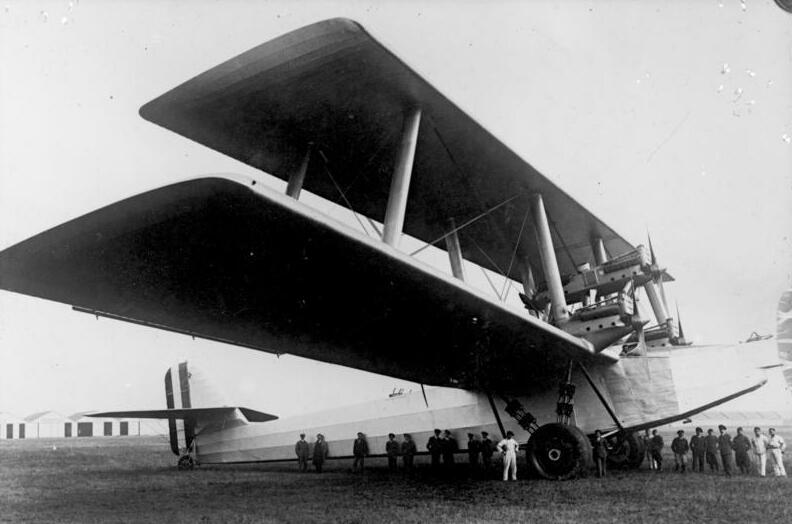
El Caproni Ca.90.

Entre los aviones desarrollados en aquel entonces figuran aquellos diseñados por el ingeniero Luigi Stipa y el ingeniero Campini. El Stipa-Caproni de 1932 sirvió como banco de pruebas para el concepto de la hélice entubada; el prototipo no llamó la atención y posteriormente Luigi Stipa continuó con su desarrollo en Francia.
La década de 1930 representó el cénit de la tecnología aeronáutica italiana en lo que respecta a marcar récords, carreras aéreas y vuelos de larga distancia. En este período destacaron los hidroaviones de carrera de la Macchi, así como el Savoia-Marchetti S.55 y el Savoia-Marchetti S.M.79, aunque los aviones Caproni también fueron utilizados para marcar récords y efectuar vuelos de larga distancia: el biplano Caproni Ca.161 marcó el récord de altitud para aviones con motor radial, alcanzando los 17.176 metros. Un Caproni Ca.101 fue empleado en dos carreras aéreas, una Milán-Mosca y otra en África.
El concepcto del termorreactor fue probado en el Caproni Campini N.1 de 1940, el segundo avión de reacción del mundo, siendo evaluado para motorizar el prototipo del Caproni Ca.183bis. Este caza de gran altitud habría empleado el compresor Campini como apoyo al motor Daimler-Benz DB 605, pero el prototipo quedó inconcluso a causa del armisticio del 8 de setiembre de 1943.
También fueron importantes los monoplanos de ala alta para transporte y bombardeo de la serie Caproni Ca.101-Ca.111-Ca.133, trimotores y monomotores que fueron ampliamente utilizados en las colonias italianas, especialmente durante la segunda guerra ítalo-etíope, siguiendo en servicio durante la Segunda Guerra Mundial para acciones de retaguardia y que obtuvieron un modesto éxito de exportación.
Para el concurso del Caccia C de 1939, la Caproni presentó un avión totalmente nuevo: el Caproni Ca.350, diseñado por el ingeniero Cesare Pallavicino. Pero no fue aceptado por ser monomotor.
Durante la Segunda Guerra Mundial, entraron en combate dos series de aviones diseñados por la Caproni, ninguna de las cuales fue producida en la casa matriz de Taliedo: el caza Reggiane y los bombarderos bimotores de la serie Caproni Ca.309-Ca.310-Ca.311-Ca.313-Ca.314, diseñados por Cesare Pallavicino en la Cantieri Aeronautici Bergamaschi (Caproni Bergamasca).
En el concurso convocado por la Regia Aeronautica el 5 de enero de 1938 para un caza monoplano de ala baja con tren de aterrizaje retráctil, participaron dos empresas del grupo Caproni: la Reggiane con el Reggiane Re.2000 y la Caproni Vizzola con el Caproni Vizzola F.5. Ambos aviones demostraron ser superiores al Fiat G.50 y al Macchi M.C.200, pero estos dos últimos resultaron ser los ganadores del concurso. Solamente se ordenó un pequeño lote de cada caza Caproni, pero el Reggiane Re.2000 fue destinado a la exportación. Los siguientes modelos Reggiane, como el Reggiane Re.2001, el Reggiane Re.2002 y el Reggiane Re.2005, tuvieron un amplio empleo con la Regia Aeronautica, debido a que los siguientes cazas de la Fiat y la Macchi fueron superados por estos. El Caproni Vizzola F.6, desarrollado en Vizzola Ticino con diferentes motores (F.6M y F.6Z), no pasó de la etapa de prototipo.

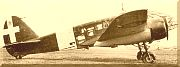
Un Caproni Ca.311.

Al contrario de los cazas Reggiane y Caproni Vizzola, los bimotores de la Caproni Bergamasca práctiamente entraron en servicio sin competidores: el único avión similar y con mejores prestaciones, el Fiat C.R.25, del cual solamente se produjo un lote para evitar el estancamiento de la Fiat en la producción de cazas, debido a que la producción del motor radial Fiat A.74 fue destinada para equipar cazas. Tanto el Caproni Ca.310 como el Caproni Ca.313 tuvieron éxito en el mercado extranjero, recibiendo órdenes de Francia y el Reino Unido, aunque esta serie de bimotores tuvo varias deficiencias y solamente los ejemplares de las últimas series alcanzaron una producción aceptable. Su principal deficiencia fue la poca potencia de los motores Isotta Fraschini. A la falta de velocidad, que hacía de estos aviones una presa fácil para los cazas enemigos, se le añadía su escasa maniobrabilidad. Los modelos que sucedieron al Ca.310 demostraron ser adecuados para reconocimiento o escolta de convoyes, aunque en este último papel eran muy vulnerables. El empleo del Ca.310 como avión de ataque a tierra en el norte de África dio pésimos resultados, ya que fueron adaptados de emergencia para reemplazar al Breda Ba.88, cuyas graves deficiencias no podían ser resueltas en campaña. Por otra parte, los Ca.310 adaptados como aviones de ataque a tierra provenían de un lote de 33 aviones vendidos a Hungría en 1939, que fueron devueltos a Italia al año siguiente. Debido al pobre desempeño del Ca.310, los húngaros decidieron reemplazarlo con el Caproni Ca.135, avión no muy exitoso que estaba en servicio con la Real Fuerza Aérea del Ejército Húngaro y que obtuvo algunas victorias en las primeras fases de la Operación Barbarroja.
El último avión en llevar el nombre de Caproni fue el Caproni Vizzola C-22J, desarrollado a fines de la década de 1970 por la Caproni Vizzola, empresa productora de planeadores y motoplaneadores. Desarrollado a partir del motoplaneador A-21J Calif, voló por primera vez el 21 de julio de 1980. Su desarrollo continuó hasta que la empresa fue absorbida por la Agusta, pero su producción cesó.

### Embarcaciones

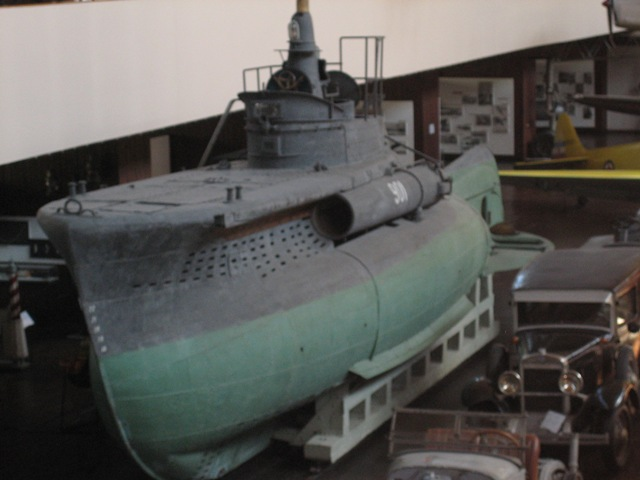
Un Caproni CB.

Giovanni Caproni también fue conocido en el campo de la construcción naval, gracias a las embarcaciones y los motores marinos. A inicios de la década de 1930, adquirió la Isotta Fraschini, que además de producir automóviles también producía poderosos motores marinos que fueron instalados a bordo de las lanchas torpederas MAS o MTB. Estas embarcaciones fueron exportadas a Turquía, Japón, la Unión Soviética, el Reino Unido y Suecia.
Además de la producción de motores marinos, la fábrica Caproni de Taliedo desarrolló un modelo de lancha torpedera y al poco tiempo diseñó y produjo los minisubmarinos Caproni CA y Caproni CB, ambos con una tripulación de tres hombres.
Hacia el final de la Segunda Guerra Mundial, la Caproni empezó a producir el Siluro San Bartolomeo, que era una versión modificada del torpedo humano SLC Maiale.

### Motocicletas
Desde finales de la década de 1940 hasta la década de 1960, las fábricas Caproni de Taliedo, Arco di Trento y Vizzola Ticino se dedicaron a la producción de motocicletas:
- La fábrica de Taliedo presentó en 1946 un ciclomotor propulsado por un motor de dos tiempos con una cilindrada de 42 cm³ (que se vendía por separado), con caja de cambios automática y chasis moldeado, del cual solo se produjeron unas cuantas unidades;
- La Caproni Trento colaboró con la Ducati, fabricando el chasis del Ducati Cucciolo y de la Ducati 60, así como presentando en el Salón de Milán de 1951 la motocicleta ligera Capriolo 75, con motor monocilíndrico de una sola válvula y chasis de chapa de acero estampada, la cual fue un éxito de ventas y también en el ámbito deportivo. Dos años después produjo la motocicleta con motor bóxer de dos cilindros Cento50 y en 1956 produjo el Capriolo 125 con motor monocilíndrico. En 1957, la empresa pasó a ser administrada por la Región de Trentino-Alto Adigio y fue rebautizada como Aeromere (acrónimo en italiano de Aero Meccanica Regionale), continuando la producción de los modelos con motores de 75 cm³ y 125 cm³, además de producir una motocicleta con motor de 100 cm³. La producción continuó hasta 1962, cuando cesó debido a la crisis económica que afectaba en aquel entonces al sector motociclístico italiano;
- La Caproni-Vizzola presentó en el Salón de Milán de 1953 una motocicleta con motor NSU Max 250, que fue seguida por otra motocicleta equipada con motor NSU Lux 200, un ciclomotor con motor NSU y una motocicleta con motor FBM de 175 cm³; la producción cesó en 1959.

### Transportes urbanos

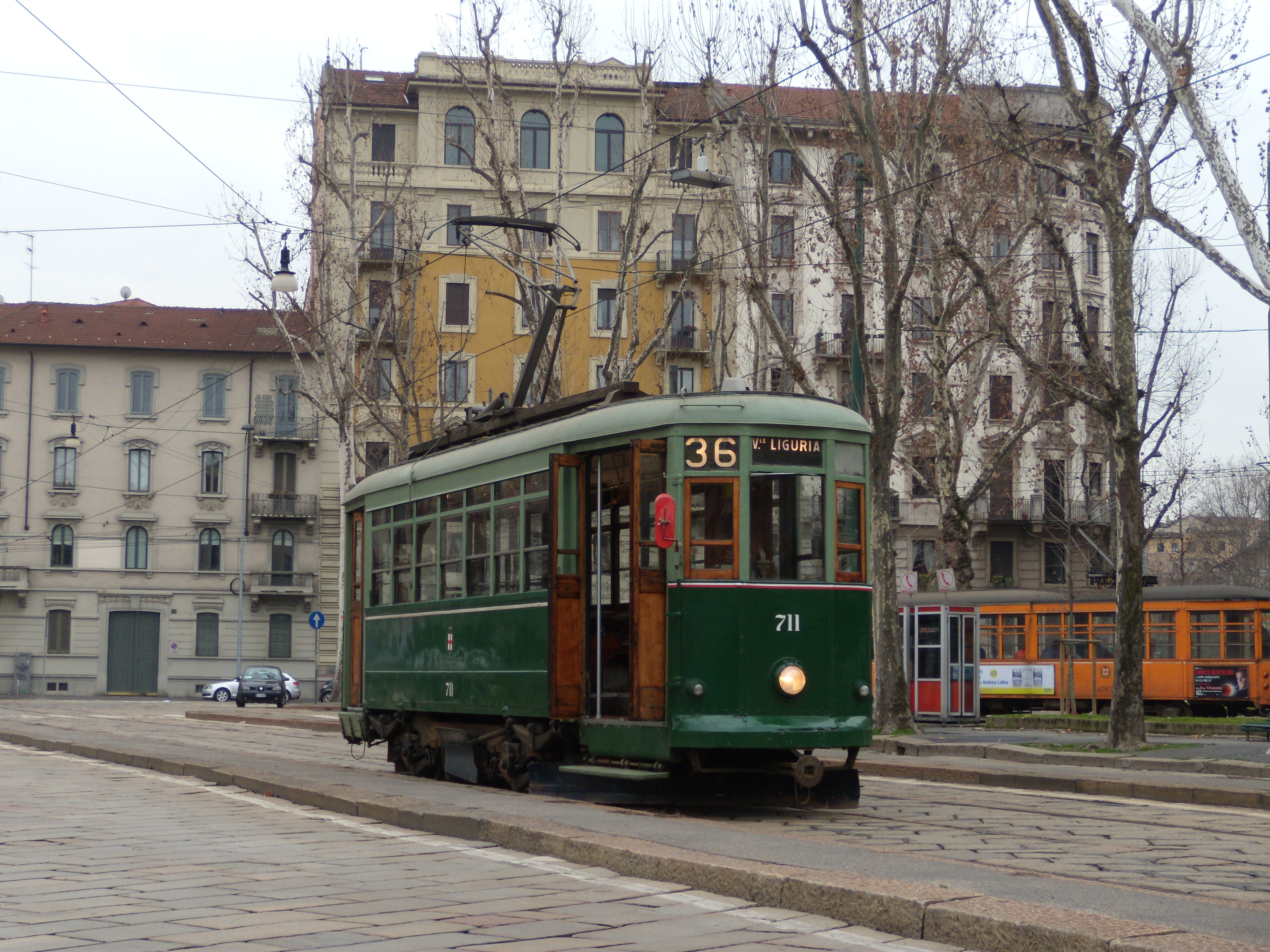
El tranvía milanés 711.

La Caproni, que en 1942 inició la construcción del prototipo de un automóvil blindado ligero llamado Vespa-Caproni que no entró en producción, empezó a construir vehículos de transporte urbano en la década de 1960 cuando se le encargó a la Caproni-Vizzola la construcción de carrocerías para autobuses, además de carrocerías para los microcoches como el Fiat 414.
A pesar de que no se especializó en el sector tranviario, después de la Segunda Guerra Mundial produjo los tranvías romanos de la Serie 2500 y los tranvías milaneses de la Serie 700, con algunos de estos últimos modificados como vagones de los tranvías milaneses Serie 3000.